# Nuoto ai Giochi della XXXI Olimpiade - Staffetta 4x100 metri stile libero maschile
La staffetta 4x100 metri maschile dei Giochi di Rio de Janeiro 2016 è stata disputata il 7 agosto 2016. Hanno partecipato 16 nazionali.

## Record
Prima della competizione i record mondiale e olimpico erano i seguenti:
| Record mondiale | 3'08"24 | Stati Uniti Michael Phelps Garrett Weber-Gale Cullen Jones Jason Lezak | 11 agosto 2008 Pechino, Cina |
| Record olimpico | 3'08"24 | Stati Uniti Michael Phelps Garrett Weber-Gale Cullen Jones Jason Lezak | 11 agosto 2008 Pechino, Cina |

## Risultati

### Batterie
| Posizione | Batteria | Corsia | Nazione     | Nuotatori                                                                                                   | Tempo   | Note |
| --------- | -------- | ------ | ----------- | --- | ------- | ---- |
| 1         | 1        | 4      | Russia      | Andrej Grečin (48.58) Aleksandr Popkov (48.18) Danila Izotov (47.65) Aleksandr Suchorukov (47.63)           | 3:12.04 | Q    |
| 2         | 2        | 1      | Stati Uniti | Jimmy Feigen (48.55) Ryan Held (47.79) Blake Pieroni (48.39) Anthony Ervin (47.65)                          | 3:12.38 | Q    |
| 3         | 2        | 5      | Australia   | James Magnussen (48.85) Kyle Chalmers (47.04) James Roberts (48.33) Matthew Abood (48.43)                   | 3:12.65 | Q    |
| 4         | 2        | 4      | Francia     | Clément Mignon (48.59) William Meynard (49.05) Fabien Gilot (47.88) Mehdy Metella (47.75)                   | 3:13.27 | Q    |
| 5         | 2        | 3      | Brasile     | Marcelo Chierighini (48.47) Nicolas Oliveira (47.96) Gabriel Santos (48.63) Matheus Santana (49.00)         | 3:14.06 | Q    |
| 5         | 1        | 6      | Canada      | Santo Condorelli (48.73) Yuri Kisil (47.70) Markus Thormeyer (48.29) Evan van Moerkerke (49.34)             | 3:14.06 | Q    |
| 7         | 2        | 6      | Belgio      | Dieter Dekoninck (49.91) Jasper Aerents (48.77) Glenn Surgeloose (48.09) Pieter Timmers (47.39)             | 3:14.16 | Q    |
| 8         | 1        | 2      | Giappone    | Katsumi Nakamura (47.99) Shinri Shioura (48.71) Kenji Kobase (48.79) Junya Koga (48.68)                     | 3:14.17 | Q    |
| 9         | 1        | 5      | Italia      | Luca Dotto (48.51) Marco Orsi (48.58) Michele Santucci (48.42) Luca Leonardi (48.71)                        | 3:14.22 |      |
| 10        | 2        | 7      | Grecia      | Odysseus Meladinis (49.92) Kristián Goloméev (47.43) Christos Katrantzis (49.13) Apostolos Christou (48.14) | 3:14.62 |      |
| 11        | 1        | 7      | Germania    | Steffen Deibler (48.92) Björn Hornikel (48.89) Philipp Wolf (48.46) Damian Wierling (48.70)                 | 3:14.97 |      |
| 12        | 2        | 8      | Ungheria    | Dominik Kozma (48.77) Richárd Bohus (48.60) Krisztián Takács (48.93) Péter Holoda (48.91)                   | 3:15.21 |      |
| 13        | 1        | 3      | Polonia     | Paweł Korzeniowski (49.93) Kacper Majchrzak (48.42) Jan Świtkowski (48.64) Konrad Czerniak (48.53)          | 3:15.52 |      |
| 14        | 1        | 8      | Spagna      | Markel Alberdi (49.28) Miguel Ortiz-Cañavate (48.87) Aitor Martínez (48.87) Bruno Ortiz-Cañavate (49.69)    | 3:16.71 |      |
| 15        | 1        | 1      | Romania     | Marius Radu (49.33) Daniel Macovei (49.99) Alin Coste (49.51) Norbert Trandafir (48.20)                     | 3:17.03 |      |
|           | 2        | 7      | Cina        | He Jianbin (50.08) Lin Yongqing Ning Zetao Yu Hexin                                                         | DSQ     |      |

### Finale
| Posizione | Corsia | Nazione     | Nuotatori                                                                                          | Tempo   | Note |
| --------- | ------ | ----------- | -------------------------------------------------------------------------------------------------- | ------- | ---- |
| Oro       | 5      | Stati Uniti | Caeleb Dressel (48.10) Michael Phelps (47.12) Ryan Held (47.73) Nathan Adrian (46.97)              | 3:09.92 |      |
| Argento   | 6      | Francia     | Mehdy Metella (48.08) Fabien Gilot (48.20) Florent Manaudou (47.14) Jérémy Stravius (47.11)        | 3:10.53 |      |
| Bronzo    | 3      | Australia   | James Roberts (48.88) Kyle Chalmers (47.38) James Magnussen (48.11) Cameron McEvoy (47.00)         | 3:11.37 |      |
| 4         | 4      | Russia      | Andrey Grechin (48.68) Danila Izotov (48.00) Vladimir Morozov (47.31) Alexandr Sukhorukov (47.65)  | 3:11.64 |      |
| 5         | 7      | Brasile     | Marcelo Chierighini (48.12) Nicolas Oliveira (48.26) Gabriel Santos (48.72) João de Lucca (48.11)  | 3:13.21 |      |
| 6         | 1      | Belgio      | Glenn Surgeloose (48.73) Jasper Aerents (48.47) Emmanuel Vanluchene (48.82) Pieter Timmers (47.55) | 3:13.57 |      |
| 7         | 2      | Canada      | Santo Condorelli (48.51) Yuri Kisil (47.76) Markus Thormeyer (48.40) Evan van Moerkerke (49.68)    | 3:14.35 |      |
| 8         | 8      | Giappone    | Katsumi Nakamura (48.49) Shinri Shioura (48.65) Kenji Kobase (48.79) Junya Koga (48.55)            | 3:14.48 |      |